# Marcus Creed

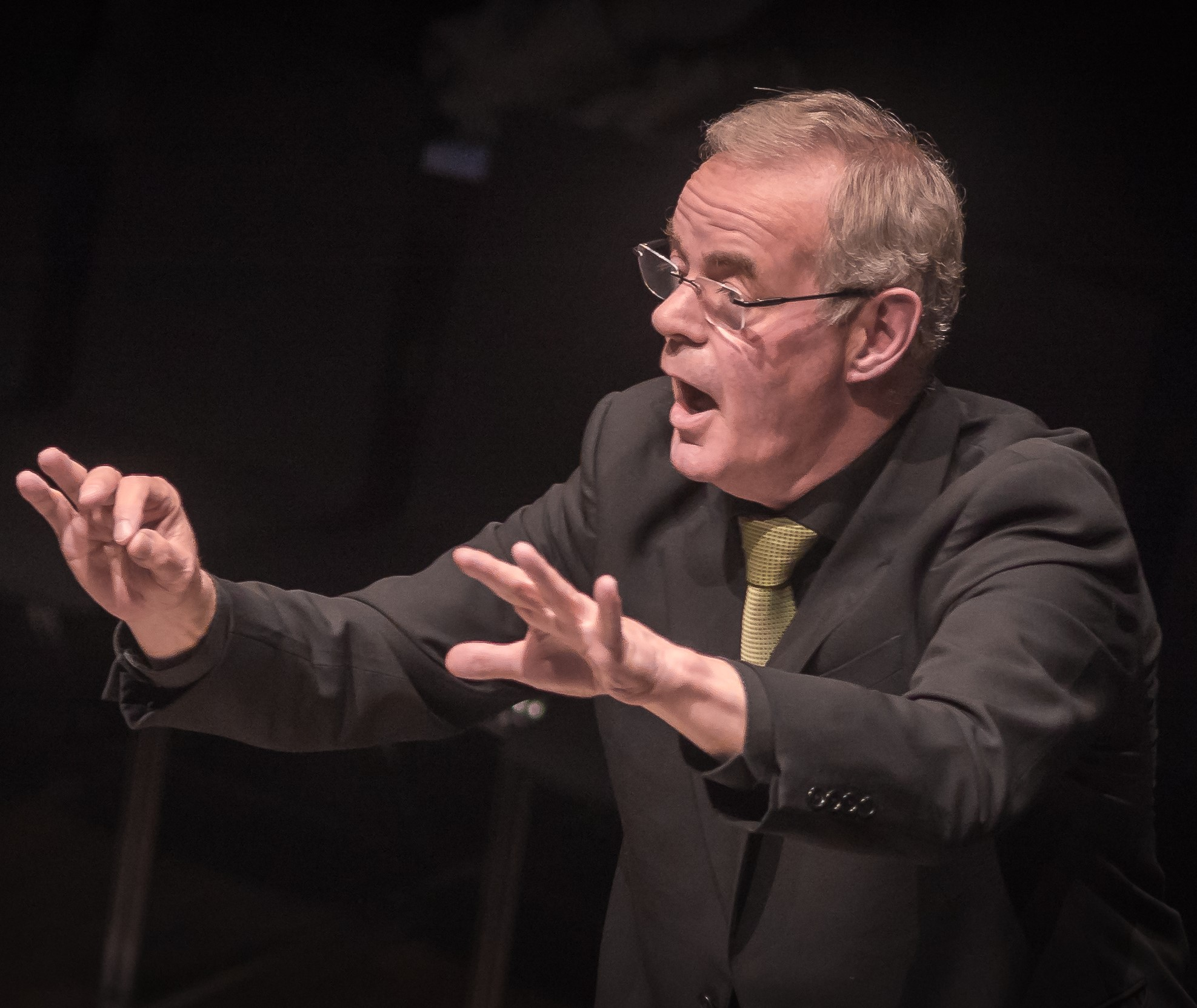
Marcus Creed (2017)

Marcus Alan Creed (* 19. April 1951 in Eastbourne, Sussex) ist ein englischer Dirigent, Pianist und Chorleiter.

## Biographie
Creed wuchs an der Südküste Englands in Eastbourne, Sussex, auf. Er begann seine Studien am King’s College in Cambridge, wo er auch im berühmten King’s College Choir sang, und setzte diese an der Christ Church in Oxford und der Guildhall School of Music and Drama in London fort.
Nach seiner Übersiedlung nach Deutschland lebte er ab 1977 in West-Berlin. Dort war er an der Deutschen Oper für zunächst sieben Jahre Repetitor und dann von 1984 bis 1987 Chordirektor. An der Hochschule der Künste Berlin lehrte er im Bereich Lied. Außerdem arbeitete er in Berlin mit der Gruppe „Neue Musik“ und dem „Scharoun Ensemble“ als Pianist und Dirigent zusammen.
Von 1986 an war er fünfzehn Jahre lang Chefdirigent des RIAS Kammerchores in Berlin. In dieser Zeit gelang es ihm, das Profil des Chores, insbesondere in Bezug auf die Moderne, aber auch der Historischen Aufführungspraxis der Musik des 17. und 18. Jahrhunderts zu schärfen, was auch für die Aufführungen der Chorwerke der Romantik mit seinem kammermusikalisch-transparenten Ansatz, nicht ohne Folgen blieb. Die Ergebnisse dieser Arbeit brachten ihm und dem RIAS Kammerchor für deren CD-Einspielungen zahlreiche internationale Auszeichnungen, wie etwa den Edison Award, den Diapason d’or oder den Cannes Classical Award ein.
Creed dirigierte die führenden deutschen Barockorchester, wie etwa das Freiburger Barockorchester und Concerto Köln, mit etwa 150 Konzerten aber besondere häufig die Akademie für Alte Musik Berlin. Dieser Zusammenarbeit entsprangen vielbeachtete Produktionen und Konzerte. Hervorzuheben ist hier besonders die Serie der Aufführungen von Oratorien Georg Friedrich Händels: Solomon  (1991), Jephtha  (1992 und 1999), Judas Maccabaeus (1993), Israel in Egypt (1993 und 2000), La Resurrezione (1994), The Alexander's Feast (1994), Theodora (1995), The Messiah (1996), Belshazzar (1996, 2002 und 2003), L’Allegro, il Penseroso ed il Moderato (1997), Saul  (1998), Coronation Anthems (2001), Hercules (2002), Acis and Galatea (2003), Brockes-Passion (2008) und Dixit Dominus (2008 und 2010).
Darüber hinaus dirigierte er die Staatskapelle Berlin und das Deutsche Symphonie-Orchester Berlin und trat bei zahlreichen internationalen Festivals, wie z. B. Wien Modern, den Salzburger Festspielen, den Berliner Festwochen und den Festivals in Montreux, Edinburgh, Luzern, Innsbruck sowie den Händel-Festspielen in Göttingen und Halle auf.
1998 wurde er von der Hochschule für Musik Köln zum Professor für Chordirigieren berufen.
Konnte Creed schon in seiner Berliner Zeit Maßstäbe in der Interpretation Neuer Musik setzen, wie etwa der Pionierleistung der ersten Gesamtaufführung der bis dahin als unaufführbar geltenden Lamentatio Jeremiæ Prophetæ, op. 93 (1941), von Ernst Krenek oder der Aufführung von Karlheinz Stockhausens Werk Gruppen (1957) in Kooperation mit Claudio Abbado, Friedrich Goldmann und den Berliner Philharmonikern, so boten sich in dieser Hinsicht beim SWR Vokalensemble Stuttgart, dessen künstlerische Leitung er im Januar 2003 übernahm, noch vielfältigere Möglichkeiten. Mit diesem Ensemble brachte er unter anderem Produktionen mit Werken von György Ligeti, Luigi Nono oder Olivier Messiaen heraus. Im Juli 2020 wurde Creed zum Abschluss seiner Amtszeit zum ersten Ehrendirigenten des Ensembles ernannt.
Seit 2014 ist Creed auch Chefdirigent des DR VokalEnsemblet in Kopenhagen. 2010 wurde Creed mit dem Preis der Europäischen Kirchenmusik ausgezeichnet. Sein Schaffen ist auf zahlreichen CD-Aufnahmen dokumentiert.

## Diskographie (Auswahl)
- Georg Friedrich Händel: Hallelujah (Chöre), 1988, Capriccio 10245
- Franz Schubert: Deutsche Messe, 1991, Capriccio 10843
- Richard Strauss: Chorwerke, 1993, Deutsche Schallplatten 1002-2
- Georg Friedrich Händel: Jephtha, 1994, Berlin Classics 10 572
- Ernst Krenek: Lamentatio Jeremiæ Prophetæ, 1995, Harmonia Mundi 501551
- Johann Adolf Hasse: La Conversione di Sant' Agostino, 1996, Capriccio 10389-90
- Johannes Brahms: Geistliche Chormusik, 1996, Harmonia Mundi 501591
- Johannes Brahms: Lieder und Gesänge, 1996, Harmonia Mundi 501592
- Karlheinz Stockhausen: Gruppen, 1996, Deutsche Grammophon 447 761-2
- Francis Poulenc: Motetten und Messe, 1996, Harmonia Mundi 901588
- Johannes Brahms: Choral Masterpieces, 1998, Harmonia Mundi 2901591/93
- Franz Schubert: Nachtgesang, 1999, Harmonia Mundi 901669
- Robert Schumann: Der Rose Pilgerfahrt, 1999, Harmonia Mundi 901668
- Gioachino Rossini: Stabat Mater, 1999, Harmonia Mundi 901693
- Felix Mendelssohn Bartholdy: Motetten, 2000, Harmonia Mundi 901704
- Benjamin Britten: Sacred and Profane, 2001, Harmonia Mundi 901734
- Gioachino Rossini: Petite Messe solennelle, 2001, Harmonia Mundi	 901724
- Sergej Rachmaninow: Vespers, 2005, Hänssler Classic 93112
- György Kurtág: Complete Choral Works, 2006, Hänssler Classic 93174
- Clytus Gottwald: Transkriptionen, 2006, Carus 83181
- Charles Ives: Psalms, 2007, Hänssler Classic 93224
- Anton Bruckner: Mass in E Minor, Motets,	2007, Hänssler Classic 93199
- Ralph Vaughan Williams: Silence and Music, 2008, Hänssler Classic 93250
- Elliott Carter: Choral Works, 2008, Hänssler Classic 93231
- Georg Friedrich Händel: Ode for the Birthday of Queen Anne/Dixit Dominus, 2009, Harmonia Mundi 902041
- André Jolivet: Épithalame, Madrigal, Missa Uxor Tua, 2010, Carus 83445
- Heitor Villa-Lobos: Choral Works, 2011, Hänssler Classic 93268
- Johann Sebastian Bach: Motets, 2011, Harmonia Mundi 902079
- Alfred Schnittke: Zwölf Bußverse, Stimmen der Natur, 2012, Hänssler Classic 93281
- Paul Hindemith: Messe, Apparebit repentina dies, u. a., 2013, Hänssler Classic 93295
- Georges Aperghis: wölfli-kantata, 2013, Cypres 5625
- Aaron Copland, John Cage, Morton Feldman, Leonard Bernstein, Samuel Barber, Steve Reich: America, 2014, Hänssler Classic 93306
- Alfred Schnittke, Sergei Rachmaninov, Sofia Gubaidulina, Sergei Tanejew, Michail Glinka, Peter Tschaikowsky: Russia, 2014, Hänssler Classic 93317
- Giuseppe Verdi, Giacinto Scelsi, Luigi Nono, Ildebrando Pizzetti, Goffredo Petrassi: Italia, 2015, Hänssler Classic 93329
- Olivier Messiaen: L’amour et la foi, 2015, OUR Recordings Dacapo 6220612